# Меса ла Бола (Гвадалупе и Калво)
Меса ла Бола (шп. Mesa la Bola) насеље је у Мексику у савезној држави Чивава у општини Гвадалупе и Калво. Насеље се налази на надморској висини од 2563 м.

## Становништво
Према подацима из 2010. године у насељу је живело 7 становника.

### Хронологија
| Година       | 2000         | 2005        | 2010 |
| ------------ | ------------ | ----------- | ---- |
| Становништво | 22 (11 / 11) | 18 (10 / 8) | 7    |

### Попис
| # | Индикатор                     | Вредност |
| - | ----------------------------- | -------- |
| 1 | Укупно домаћинстава           | 2        |
| 2 | Укупно насељених домаћинстава | 2        |
| 3 | Величина локације             | 1        |